# Ian B. Goldberg
Ian B. Goldberg é um escritor norte-americano de televisão e cinema, bem como produtor e showrunner.
Entre seus trabalhos mais conhecidos está como o escritor dos filmes, The Autopsy of Jane Doe (2016) e Eli (2019), bem como co-showrunner e escritor junto com Andrew Chambliss de Fear the Walking Dead da AMC. Ele também co-criou as séries de televisão Krypton para a SyFy e Dead of Summer para a Freeform.

## Carreira
Goldberg começou sua carreira em Hollywood em 2005, trabalhando na série Related da The WB, estrelada por Jennifer Esposito e Lizzy Caplan. Ele escreveu o episódio "Driving Miss Crazy".
Em 2008, ele se juntou à série de ficção científica da Fox, Terminator: The Sarah Connor Chronicles, como redator da equipe. Ele escreveu quatro episódios para a série, antes de seu cancelamento em 2009.
Goldberg foi editor de histórias e escritor de dois episódios, no drama da ABC, FlashForward, em sua primeira e única temporada.
Ele foi editor executivo de histórias e roteirista do drama da CBS, Criminal Minds: Suspect Behavior, derivado de Criminal Minds. Ele escreveu três episódios antes de seu cancelamento em maio de 2011.
O escritor ganhou notoriedade no verão de 2011, quando se juntou ao drama/fantasia da ABC, Once Upon a Time, escrevendo e co-produzindo a série, que durou sete anos.
Em 2014, Goldberg e David S. Goyer escreveram um roteiro piloto para uma história originária do Superman chamada Krypton. A série de televisão da Warner Horizon Television e DC Comics, estreou em 21 de março de 2018 e foi exibido por duas temporadas na rede Syfy.
Goldberg, junto com Edward Kitsis e Adam Horowitz, também criou Dead of Summer, uma série de 10 episódios sobre um acampamento de verão assombrado que estreou no Freeform em 28 de junho de 2016.
Em 14 de abril de 2017, Goldberg e Andrew Chambliss foram anunciados como showrunners conjuntos para a 4ª temporada de Fear the Walking Dead da AMC. Ele continua nessa posição atualmente.